# Robert Emil Lienau
Robert Emil Lienau (* 28. Dezember 1838 in Neustadt in Holstein; † 20. Juni 1920 ebenda) war ein deutscher Musikverleger.

Robert Emil Lienau

## Leben
Robert Emil Lienau wurde als Musiker bei Ignaz Moscheles und Moritz Hauptmann am Konservatorium Leipzig ausgebildet. Sein Vater Jacob Lienau war ein sehr angesehener Kaufmann, der 1878 zum 1. Ehrenbürger in Neustadt in Holstein ernannt wurde. Es stellte sich jedoch heraus, dass Robert Lienau den erwählten Beruf des Kapellmeisters aus gesundheitlichen Gründen nicht ausüben konnte. Er trat daher 1863 als Volontär in die von Adolf Martin Schlesinger gegründete Musikalienhandlung mit Musikverlag in Berlin ein. Ein Jahr später bekam Lienau die Gelegenheit, das Unternehmen zu erwerben und begründete den Robert Lienau Musikverlag. Kaufmännisch kaum ausgebildet, begann er vorsichtig seinen Verlag zu erweitern. Die Werke von Carl Maria von Weber veröffentlichte er in neuen Ausgaben und erweiterte das Verlagsprogramm durch Literatur für den Musikunterricht. An den geistigen Auseinandersetzungen seiner Zeit beteiligte sich der Verleger mit der Herausgabe der Musikzeitung Echo (1851–1879), in der sich Lienau, der sich zu den Antiwagnerianern zählte, selbst als Kritiker betätigte. Für die Pianistin Clara Schumann bereitete er Konzerte in Berlin vor und nahm ihren Sohn Ludwig in die Lehre. Clara Schumann erhoffte sich Strenge von dem Lehrherrn. Es stellte sich heraus, dass Ludwig an Schizophrenie litt und in eine Irrenanstalt eingewiesen werden musste. 1898 zog sich Robert Emil Lienau aus dem Unternehmen zurück, siedelte wieder nach Neustadt um und überließ die Firma seinem Sohn Robert Heinrich Lienau. Vor seinem Tod 1920 setzte er seinen Neffen Cay Diedrich Lienau als Testamentsvollstrecker ein.

## Belege
1. ↑  Eigenhändiger Brief von Clara Schumann mit Datum und Unterschrift, Baden-Baden, 7. Aug. 1867

| Personendaten    | Personendaten           |
| ---------------- | ----------------------- |
| NAME             | Lienau, Robert Emil     |
| KURZBESCHREIBUNG | deutscher Musikverleger |
| GEBURTSDATUM     | 28. Dezember 1838       |
| GEBURTSORT       | Neustadt in Holstein    |
| STERBEDATUM      | 20. Juni 1920           |
| STERBEORT        | Neustadt in Holstein    |